# Чемман-Одай (Грама Ніладхарі)
Грама Ніладхарі Чемман-Одай (№ 208D) — Грама Ніладхарі підрозділу ОС Центральний Коралай-Патту, округ Баттікалоа, Східна провінція, Шрі-Ланка.

## Демографія
| Населення (2007) | Населення (2007) | Населення (2007) | Населення (2007) | Населення (2007) |
| Населення        | Чоловіки         | Жінки            | Діти             | Дорослі          |
| ---------------- | ---------------- | ---------------- | ---------------- | ---------------- |
| 3771             | 1771             | 2000             | 1568             | 2203             |